# Hiroyuki Shirai
Hiroyuki Shirai (白井 博幸 Shirai Hiroyuki?), född 17 juni 1974, är en japansk tidigare fotbollsspelare.
I juli 1996 blev han uttagen i Japans trupp till fotbolls-OS 1996.